# 6-Stunden-Rennen von Austin 2015

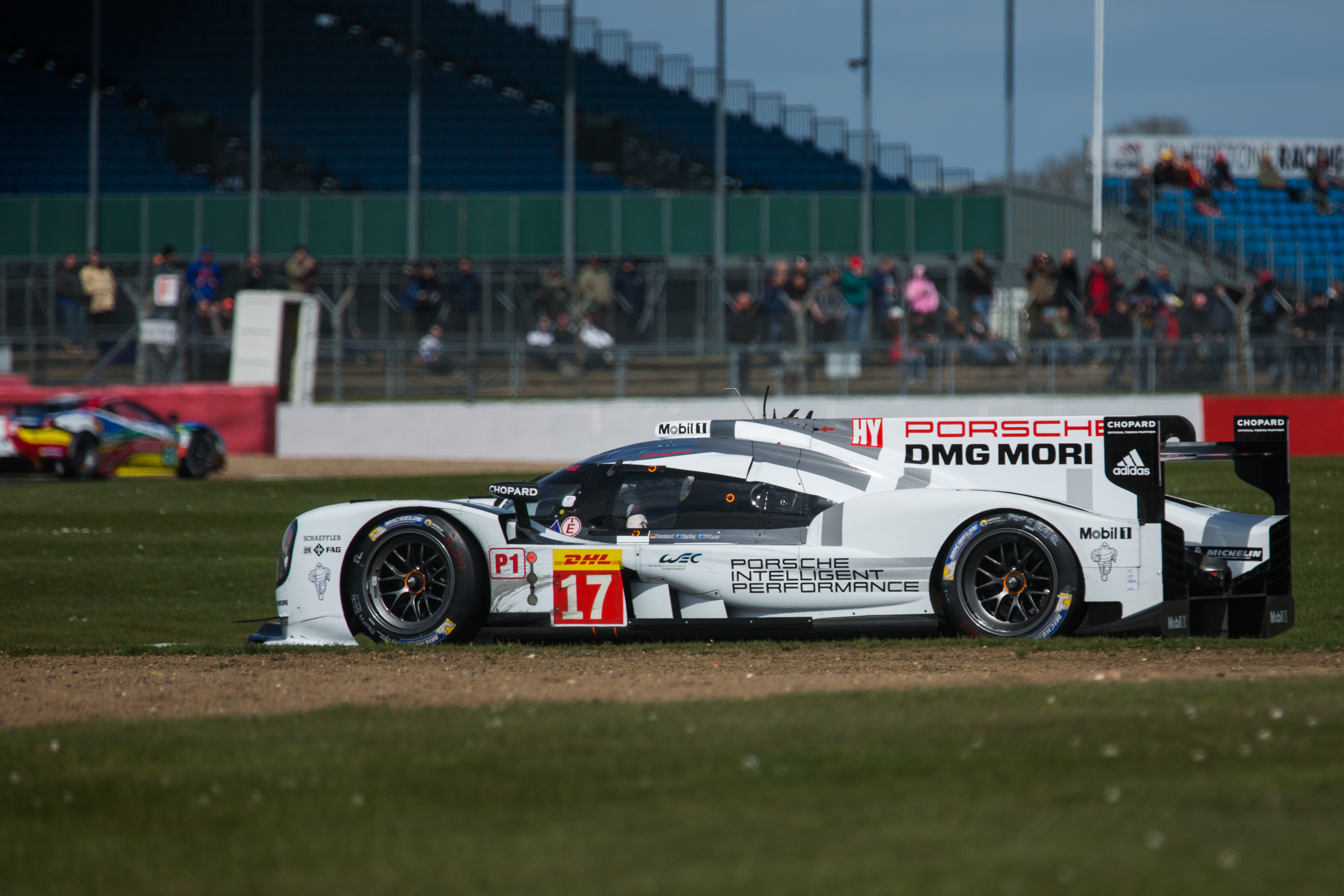
Porsche 919 Hybrid, Siegerwagen von Timo Bernhard, Brendon Hartley und Mark Webber, hier beim 6-Stunden-Rennen von Silverstone 2015

Das 6-Stunden-Rennen von Austin 2015, auch 6 Hours of Circuit of the Americas, fand am 19. September auf dem Circuit of The Americas statt und war der fünfte Wertungslauf der FIA-Langstrecken-Weltmeisterschaft dieses Jahres.

## Das Rennen
Nach ihrem Erfolg beim 6-Stunden-Rennen auf dem Nürburgring gewannen Timo Bernhard, Brendon Hartley und Mark Webber auch in Austin. Hinter dem siegreichen Porsche 919 Hybrid mit der Startnummer 17 klassierten sich die beiden Audi R18 E-Tron quattro von André Lotterer/Marcel Fässler/Benoît Tréluyer sowie Loïc Duval/Lucas di Grassi/Oliver Jarvis. Der beste Toyota war der viertplatzierte TS040 Hybrid von Anthony Davidson, Sébastien Buemi und Kazuki Nakajima mit bereits zwei Runden Rückstand auf die Gesamtsieger.

## Ergebnisse

### Schlussklassement
| 1           | LMP1      | 17 | Porsche Team              | Timo Bernhard Brendon Hartley Mark Webber             | Porsche 919 Hybrid       | 185 |
| 2           | LMP1      | 7  | Audi Sport Team Joest     | André Lotterer Marcel Fässler Benoît Tréluyer         | Audi R18 E-Tron quattro  | 185 |
| 3           | LMP1      | 8  | Audi Sport Team Joest     | Loïc Duval Lucas di Grassi Oliver Jarvis              | Audi R18 E-Tron quattro  | 202 |
| 4           | LMP1      | 1  | Toyota Racing             | Anthony Davidson Sébastien Buemi Kazuki Nakajima      | Toyota TS040 Hybrid      | 183 |
| 5           | LMP2      | 26 | G-Drive Racing            | Roman Rusinov Julien Canal Sam Bird                   | Ligier JS P2             | 170 |
| 6           | LMP2      | 47 | KCMG                      | Matthew Howson Richard Bradley Nicolas Lapierre       | Oreca 05                 | 170 |
| 7           | LMP2      | 28 | G-Drive Racing            | Gustavo Yacamán Ricardo González Luís Felipe Derani   | Ligier JS P2             | 169 |
| 8           | LMP1      | 4  | Team ByKolles             | Simon Trummer Pierre Kaffer                           | CLM P1/01                | 169 |
| 9           | LMP2      | 30 | Extreme Speed Motorsports | Scott Sharp Ryan Dalziel David Heinemeier Hansson     | HPD ARX-03b              | 169 |
| 10          | LMP2      | 43 | Team SARD Morand          | Oliver Webb Pierre Ragues Archie Hamilton             | Morgan LMP2 Evo          | 169 |
| 11          | LMP2      | 36 | Signatech Alpine          | Nelson Panciatici Paul-Loup Chatin Vincent Capillaire | Alpine A450b             | 169 |
| 12          | LMP1      | 18 | Porsche Team              | Marc Lieb Romain Dumas Neel Jani                      | Porsche 919 Hybrid       | 168 |
| 13          | LMP2      | 42 | Strakka Racing            | Nick Leventis Jonny Kane Danny Watts                  | Gibson 015S              | 166 |
| 14          | LMGTE Pro | 91 | Porsche Team Manthey      | Richard Lietz Michael Christensen                     | Porsche 911 RSR          | 162 |
| 15          | LMGTE Pro | 92 | Porsche Team Manthey      | Patrick Pilet Frédéric Makowiecki                     | Porsche 911 RSR          | 162 |
| 16          | LMGTE Pro | 71 | AF Corse                  | Davide Rigon James Calado                             | Ferrari 458 Italia GT2   | 162 |
| 17          | LMGTE Pro | 99 | Aston Martin Racing       | Fernando Rees Alex MacDowall Richie Stanaway          | Aston Martin Vantage GTE | 161 |
| 18          | LMGTE Pro | 95 | Aston Martin Racing       | Christoffer Nygaard Marco Sørensen                    | Aston Martin Vantage GTE | 160 |
| 19          | LMGTE Pro | 97 | Aston Martin Racing       | Darren Turner Stefan Mücke Jonny Adam                 | Aston Martin Vantage GTE | 160 |
| 20          | LMGTE Pro | 51 | AF Corse                  | Gianmaria Bruni Toni Vilander                         | Ferrari 458 Italia GT2   | 160 |
| 21          | LMGTE AM  | 72 | SMP Racing                | Viktor Shaitar Aleksey Basov Andrea Bertolini         | Ferrari 458 Italia GT2   | 159 |
| 22          | LMGTE Am  | 88 | Abu Dhabi-Proton Racing   | Christian Ried Earl Bamber Khaled Al Qubaisi          | Porsche 911 RSR          | 159 |
| 23          | LMGTE AM  | 83 | AF Corse                  | François Perrodo Emmanuel Collard Rui Águas           | Ferrari 458 Italia GT2   | 158 |
| 24          | LMGT Am   | 77 | Dempsey-Proton Racing     | Patrick Dempsey Patrick Long Marco Seefried           | Porsche 911 RSR          | 158 |
| 25          | LMGTE AM  | 98 | Aston Martin Racing       | Paul Dalla Lana Pedro Lamy Mathias Lauda              | Aston Martin Vantage GTE | 158 |
| 26          | LMGTE Am  | 96 | Aston Martin Racing       | Benny Simonsen Stuart Hall Francesco Castellacci      | Aston Martin Vantage GTE | 158 |
| 27          | LMGTE Am  | 50 | Larbre Compétition        | Gianluca Roda Paolo Ruberti Kristian Poulsen          | Chevrolet Corvette C7.R  | 157 |
| 28          | LMP1      | 13 | Rebellion Racing          | Alexandre Imperatori Dominik Kraihamer Daniel Abt     | Rebellion R-One          | 147 |
| 29          | LMP1      | 12 | Rebellion Racing          | Nicolas Prost Nick Heidfeld Mathias Beche             | Rebellion R-One          | 147 |
| Ausgefallen |           |    |                           |                                                       |                          |     |
| 30          | LMP1      | 2  | Toyota Racing             | Alexander Wurz Stéphane Sarrazin Mike Conway          | Toyota TS040 Hybrid      | 89  |
| 31          | LMP2      | 31 | Extreme Speed Motorsports | Ed Brown Johannes van Overbeek Jon Fogarty            | HPD ARX-03b              | 54  |

### Nur in der Meldeliste
Zu diesem Rennen sind keine weiteren Meldungen bekannt.

### Klassensieger
| Klasse    | Fahrer         | Fahrer              | Fahrer           | Fahrzeug               | Platzierung im Gesamtklassement |
| --------- | -------------- | ------------------- | ---------------- | ---------------------- | ------------------------------- |
| LMP1      | Timo Bernhard  | Brendon Hartley     | Mark Webber      | Porsche 919 Hybrid     | Gesamtsieg                      |
| LMP2      | Roman Rusinov  | Julien Canal        | Sam Bird         | Ligier JS P2           | Rang 5                          |
| LMGTE Pro | Richard Lietz  | Michael Christensen |                  | Porsche 911 RSR        | Rang 14                         |
| LMGTE Am  | Viktor Shaitar | Aleksey Basov       | Andrea Bertolini | Ferrari 458 Italia GT2 | Rang 21                         |

### Renndaten
- Gemeldet: 31
- Gestartet: 31
- Gewertet: 29
- Rennklassen: 4
- Zuschauer: unbekannt
- Wetter am Rennwochenende: warm und trocken
- Streckenlänge: 5,313 km
- Fahrzeit des Siegerteams: 6:00:12,228 Stunden
- Runden des Siegerteams: 185
- Distanz des Siegerteams: 1020,460 km
- Siegerschnitt: 170,000 km/h
- Pole Position: Neel Jani – Porsche 919 Hybrid (#18) – 1:46,018
- Schnellste Rennrunde: Timo Bernhard – Porsche 919 Hybrid (#17) – 1:47,412 = 184,900 km/h
- Rennserie: 5. Lauf zur FIA-Langstrecken-Weltmeisterschaft 2015